# Paesaggio della Val d'Aosta
Paesaggio della Val d'Aosta è un dipinto di Cirillo Bertazzoli. Eseguito verso il 1937, appartiene alle collezioni d'arte della Fondazione Cariplo.

## Descrizione
Si tratta di un paesaggio montano dall'impianto disegnativo e cromatico solido e robusto, e dalla composizione essenziale e ordinata, memore dei canoni novecentisti che Bertazzoli prese a seguire dopo il trasferimento da Venezia a Cremona nel 1923. L'opera fu esposta alla II Mostra d'Arte della Sezione di Cremona del Sindacato Interprovinciale Fascista Belle Arti di Lombardia e in quell'occasione venne acquistata dalla Fondazione Cariplo.
Sul retro della tela è presente una composizione con una figura umana e una natura morta, interamente giocata sulle tonalità di blu.